# Camarhynchus pallidus
Camarhynchus pallidus là một loài chim trong họ Thraupidae.